# Martin Psenner
Martin Psenner (Fiè allo Sciliar, 2 marzo 1976) è un ex slittinista italiano, competeva su pista naturale.

## Palmarès

### Mondiali su pista naturale
- 1 medaglia:
  - 1 bronzo (doppio a Oberperfuss 1996).

### Europei su pista naturale
- 2 medaglie:
  - 2 argenti (doppio a Kandalakscha 1995; doppio a Moso in Passiria 1997)

### Europei juniores su pista naturale
- 1 medaglia:
  - 1 bronzo (singolo a Langenfeld 1994)

### Coppa del Mondo su pista naturale
- Miglior piazzamento in classifica generale nel singolo: 2ª nel 2004/05; 2006/07;
- Miglior piazzamento in classifica generale nel doppio: 2ª nel 1995/96; 1997/98;
- 31 podi (12 nel singolo, 19 nel doppio):
  - 7 vittorie (3 nel singolo, 4 nel doppio);
  - 9 secondi posti (2 nel singolo, 7 nel doppio);
  - 15 terzi posti (7 nel singolo, 8 nel doppio).

#### Coppa del Mondo - vittorie
| Data             | Luogo                  | Paese    | Disciplina                  |
| ---------------- | ---------------------- | -------- | --------------------------- |
| 29 gennaio 1995  | Valdaora               | Italia   | Doppio con Arthur Kunig     |
| 16 febbraio 1997 | Garmisch-Partenkirchen | Germania | Doppio con Christian Hafner |
| 18 gennaio 1998  | Plan de Corones        | Italia   | Doppio con Christian Hafner |
| 15 febbraio 1998 | Meltina                | Italia   | Doppio con Christian Hafner |
| 20 febbraio 2005 | Valdaora               | Italia   | Singolo                     |
| 11 marzo 2006    | Oberperfuss            | Austria  | Singolo                     |
| 21 gennaio 2007  | Longiarù               | Italia   | Singolo                     |